# Witold Werner
Witold Andrzej Werner – polski architekt, profesor nauk technicznych, nauczyciel akademicki, profesor zwyczajny Wydziału Architektury Politechniki Warszawskiej i Wyższej Szkoły Ekologii i Zarządzania w Warszawie.

## Życiorys
W 1995 prezydent RP nadał mu tytuł naukowy profesora nauk technicznych. Został profesorem zwyczajnym Politechniki Warszawskiej, gdzie na Wydziale Architektury pełnił funkcję kierownika Zakładu Podstaw Technicznych i Ekonomicznych Projektowania. Objął stanowisko profesora zwyczajnego Wydziału Architektury Wyższej Szkoły Ekologii i Zarządzania w Warszawie. Był członkiem Komitetu Naukoznawstwa Polskiej Akademii Nauk.
Pod jego kierunkiem w 1993 stopień naukowy doktora uzyskała Elżbieta Ryńska.